# 6:24
6:24, hrvatski dokumentarni film iz 2020. godine. Govori o radovima saniranja štete potresa u Zagrebu 2020. godine. Film je naslovljen po vremenu u kojemu se zbio potres. Jedna od najvidljivijih posljedica bilo je oštećenje zvonika zagrebačke katedrale. Jedan se zvonik urušio, a drugi, sjeverni, bio je oštećen i nestabilan te ga se moralo ukloniti. Dokumentarni film sadrži snimke i razgovore sa svim sudionicima projekta uklanjanja vrha sjevernog zvonika zagrebačke katedrale. Događaj je imao veliku medijsku pozornost. Ipak, samo autori filma su cijelo vrijeme trajanja akcije bili uz sudionike te izbliza pratili pripreme, sastanke, obilaske zvonika i na kraju, miniranje i spuštanje zvonika. Scenarist je vlč. Borna Puškarić. Redatelj je Ivan Crnjak, a snimatelj Josip Ninković. Autorski tim – Ivan Crnjak i Josip Ninković – jedini je smio pristupiti gradilištu, katedrali, dvorani za sastanke, zvoniku katedrale i sl.
Bio je prikazan na Prvom program HRT-a, 19. lipnja 2022.